# Koordinations- og Udviklingsstaben
Udviklings- og Planlægningsstaben (UP) er Danmarks og Rigsfællesskabets øverste militære planlægnings- og udviklingsenhed. Den udgør en central stab under Forsvarsstaben i Forsvarskommandoen med hovedansvar for at skabe sammenhæng mellem militær virkelighed og politisk vision gennem overordnet udvikling, planlægning og styring af Forsvaret.
Udviklings- og Planlægningsstaben (Plans and Capabilities) er den officielle betegnelse. Staben omtales nogle gange som "Koordinations- og Udviklingsstaben".

## Organisation og struktur

### Organisatorisk placering
Udviklings- og Planlægningsstaben er en integreret del af Forsvarsstaben under Forsvarskommandoen, hvor den samarbejder med Ledelsessekretariatet, Operationsstaben, Økonomidivisionen og Forsvarets Skibsprogram. Staben er fysisk fordelt mellem København (Holmens Kanal 9) og Karup.

### Ledelse og afdelinger
Staben ledes af generalmajor Jacob Christian Alexa (tiltrådt 2023) med generalmajor Gunner Arpe Nielsen som vicechef (tiltrådt 1. april 2024). Organisatorisk omfatter staben to hovedivisioner:
- Udviklingsdivision (UDV)
- Implementeringsdivision (IMP)

Under disse divisioner findes flere specialiserede afdelinger:
- Strategiafdelingen (STRA)
- Forligsafdelingen (FA)
- Styringsafdelingen med undersektioner:
  - Koncernkoordinationssektionen (STY1)
  - Styringssektionen (STY2)
  - Programsektionerne (STY3+4)
  - Struktursektionen (STY5)
- Maritimdomæneafdelingen

### Bemanding og kompetenceprofiler
Stabens medarbejdere består af både civilt og militært personel med forskellige faglige baggrunde. Dette inkluderer militærfaglige specialister, analytikere, projektledere og planlæggere. Arbejdsmiljøet karakteriseres ved en uformel omgangstone med fokus på faglighed og teamarbejde

## Historie
Udviklings- og Planlægningsstaben har gennemgået flere betydningsfulde organisatoriske forandringer gennem årene. En særligt markant ændring indtraf under forsvarsforliget 2018-2023, hvor udviklingsorganisationen blev reduceret med omkring 100 stillinger, hvilket påvirkede stabens kapacitet betydeligt.

### Ledelse gennem tiden
Staben har været ledet af flere fremtrædende officerer i nyere tid:
- Generalmajor Jacob Christian Alexa (okt. 2023-)
- Generalmajor Anders Rex (maj. 2021 - jun. 2023)
- Kontreadmiral Frank Trojahn (jun. 2017 - jun. 2021)

### Organisatoriske milepæle
Stabens nyere historie har været præget af flere væsentlige begivenheder:
2021: Større ledelsesrokade med Anders Rex som ny chef
2023: Reorganisering og udnævnelse af Jacob Christian Alexa som stabschef
2024: Styrkelse af ledelsen med Gunner Arpe Nielsen som vicechef

## Ansvarsområder
Staben varetager Forsvarets overordnede udvikling og planlægning gennem flere kerneområder:

### Strategisk udvikling
Staben udvikler strategiske koncepter og policies, udarbejder militærfaglige oplæg til forsvarsforlig og sikrer sammenhæng mellem politiske beslutninger og militær implementering.

### Kapacitetsudvikling
Det overordnede ansvar omfatter udvikling af landmilitære, maritime, luftmilitære, specialoperations- og værnsfælles kapaciteter. Dette inkluderer design af fremtidens forsvar og koordinering med NATO's styrkemålsproces.

### Internationalt samarbejde
Staben koordinerer Danmarks militærstrategiske NATO-samarbejde og internationale militære engagement, med særligt fokus på Østersøregionen og de baltiske lande

## Strategiske prioriteter
Staben arbejder med langsigtet udvikling af Forsvaret, herunder implementering af forsvarsforlig, militærfaglige analyser og styrkelse af internationalt samarbejde. Der er særligt fokus på teknologisk udvikling, herunder cyber- og digitale kapaciteter, samt integration af erfaringer fra internationale konflikter i Forsvarets udvikling.